# Bađinec
Bađinec – wieś w Chorwacji, w żupanii zagrzebskiej, w gminie Dubrava. W 2011 roku liczyła 174 mieszkańców.